# Tibor Fischer

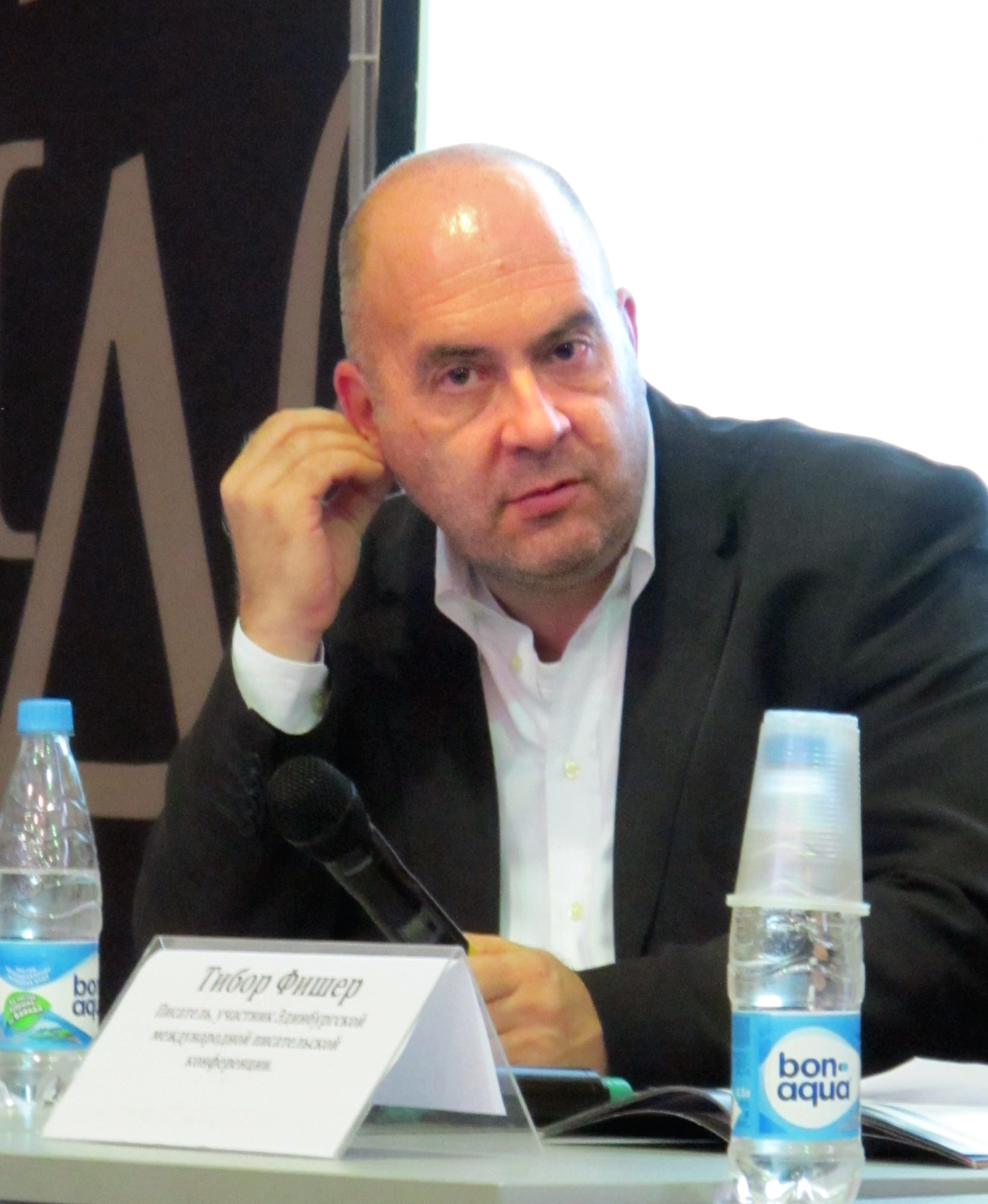
Tibor Fischer, 2012

Tibor Fischer, född 15 november 1959 i Stockport, är en brittisk författare. Under 1993 blev Fischer utnämnd till en av de 20 bästa unga brittiska författare av litteraturmagasinet Granta.
Fischers föräldrar var ungerska basketspelare som flydde till Storbritannien under Ungernrevolten 1956. Detta tog även Fischer upp i sin debutroman Under the Frog, som är en svart humoristisk historia om ett basketlag i kommunismens Ungern. Boken vann Betty Trask Award 1992 och blev även nominerad till Bookerpriset.